# 116-я стрелковая дивизия (1-го формирования)
116-я стрелковая дивизия — воинское соединение Вооружённых сил СССР в Великой Отечественной войне

## История
По приказу НКО СССР № 0555 от 28 августа 1939 года, а также на основании директивы командующего Харьковского военного округа № 4\1\001701 того же числа на базе 75-го (263-го) стрелкового полка 25-й стрелковой Чапаевской Краснознамённой ордена Ленина дивизии была сформирована 116-я стрелковая дивизия. Формирование дивизии проходило с 1 по 12 сентября 1939 года. После окончания формирования дивизия вошла в состав 55-го стрелкового корпуса Харьковского военного округа. По Указу Президиума Верховного Совета СССР от 23 сентября 1939 года дивизия принимала участие на военных учениях Харьковского военного округа под названием «Большие Учебные Сборы». На 24 сентября 1939 года 116-я стрелковая дивизия имела численность в количестве 14.389 человек (командный состав — 858 человек; младший командный состав — 1.925 человек; рядовой состав — 11.606 человек).
На 22 июня 1941 находилась в районе Николаева.
В действующей армии с 28 июня 1941 по 27 декабря 1941 года.
30 июня 1941 года сосредотачивалась в районе Берёзовка, Анатольевка, находясь в резерве 9-й армии. Затем была передана в распоряжение коменданта Рыбницкого УРа, получив приказ прибыть туда к исходу 6 июля. 9 июля была передана в состав Юго-Западного фронта и 10 июля начала погрузку для переброски в Черкассы; к 19 июля в основном сосредоточилась в районе Сидоровки. На 21 июля прикрывала рубеж Днепра в районе Смелы и Ржищева.
В августе-сентябре 1941 года вела бои на Днепре, в районе Черкасс, острова Кролевец. Была окружена в «Киевском котле». Достаточно стойко оборонялась, предпринимала энергичные попытки по выходу из окружения. Дивизия погибла в окружении в районе села Денисовка Оржицкого района Полтавской области 22-24 сентября 1941 года.

## Подчинение
- Харьковский военный округ — сентябрь 1939 года — июль 1940 года
- Одесский военный округ — июль 1940 года — июнь 1941 года.
- Южный фронт — с 24 июня по 10 июля 1941 года.
- 26-я армия Юго-Западного фронта — с 17 июля по 3 августа 1941 года.
- 38-я армия Юго-Западного фронта — с 3 августа по 7 сентября 1941 года.
- 26-я армия Юго-Западного фронта — с 7 по 24 сентября 1941 года.

## Состав
- Управление дивизии
- 441-й стрелковый полк
- 548-й стрелковый полк
- 656-й стрелковый полк  (майор А. И. Гордиенко)
- 406-й легко-артиллерийский полк
- 255-й гаубично-артиллерийский полк
- 246-й отдельный противотанковый дивизион
- 305-й отдельный зенитно-артиллерийский дивизион (командир батареи ст.лейтенант Бойчук Василий Исаакович)
- 178-й отдельный разведывательный батальон
- 250-й отдельный сапёрный батальон
- 231-й отдельный батальон связи
- 193-й отдельный медико-санитарный батальон
- 136-я отдельная рота химический защиты
- 75-я автотранспортная рота
- 222-я полевая хлебопекарня
- 26-й дивизионный ветеринарный лазарет
- 453-я полевая почтовая станция
- 234-я полевая касса Госбанка

## Командиры
- Клишев, Тихон Давыдович (с августа по декабрь 1939 года), на 1939 год — полковник, скончался в 1942 году в звании генерала-майора.
- Краснобаев, Николай Иванович (с декабря 1939 года по июль 1940 года), на 1941 год — полковник.
- Ерёменко, Яков Филиппович (20 июля 1940 — 07 сентября 1941), на 1940 год — полковник, скончался в 1945 году в звании генерала-майора.
- Буянов, Виктор Фёдорович (08 сентября 1941 — 27 декабря 1941), на 1941 год — подполковник, скончался в мае 1952 года, в звании генерал-майора.